# Währing (Wien)
Währing ( [ˈvɛːʀɪŋ] ?) er den 18. af Wiens 23 bydele (bezirke).
48°13′59″N 16°18′54″Ø / 48.233°N 16.315°Ø